# Rue de Thorigny
Rue de Thorigny är en gata i Quartier des Archives i Paris tredje arrondissement. Gatan är uppkallad efter Jean-Baptiste Claude Lambert de Thorigny, talman i Parlement de Paris under 1700-talet. Rue de Thorigny börjar vid Rue de la Perle 2 och Place de Thorigny 77 och slutar vid Rue Debelleyme 3.

## Omgivningar
- Saint-Denys-du-Saint-Sacrement
- Jardin Berthe-Weill
- Rue Barbette
- Rue Villehardouin
- Impasse Saint-Claude
- Rue Saint-Claude
- Rue Sainte-Anastase
- Rue Debelleyme

## Bilder
| - Gatuskylt. - Saint-Denys-du-Saint-Sacrement. - Jardin Berthe-Weill. |

## Kommunikationer
- Tunnelbana – linje  – Saint-Sébastien – Froissart
- Busshållplats Saint-Claude – Paris bussnät, linje 96

### Webbkällor
- ”Rue de Thorigny”. Mairie de Paris. https://web.archive.org/web/20150910131649/http://www.v2asp.paris.fr/commun/v2asp/v2/nomenclature_voies/Voieactu/9277.nom.htm. Läst 20 oktober 2023.
- ”Rue de Thorigny”. Les rues de Paris. https://web.archive.org/web/20190917165012/http://www.parisrues.com/rues03/paris-03-rue-de-thorigny.html. Läst 20 oktober 2023.